# Championnat d'Angleterre de football 1929-1930
Navigation
Édition précédente Édition suivante
La 38e édition du championnat d'Angleterre de football est remportée par Sheffield Wednesday. Pour la deuxième année consécutive, le club de Sheffield qui a changé de nom en début de saison, passant de The Wednesday à Sheffield Wednesday Football Club, remporte le championnat. C’est son quatrième et dernier titre de champion à ce jour. Le club survole le championnat avec plus de 100 buts marqués et surtout 10 points d’avance sur le deuxième Derby County. Manchester City complète le podium.
Le système de promotion/relégation reste en place: descente et montée automatique, sans matchs de barrage pour les deux derniers de première division et les deux premiers de deuxième division. Everton FC (deux ans après avoir été champion en marquant plus de 100 buts) et Burnley FC descendent en deuxième division. Ils sont remplacés pour la saison 1930/31 par Chelsea FC et Blackpool FC.
Vic Watson, joueur de West Ham United, avec 41 buts, termine meilleur buteur du championnat. 

## Les clubs de l'édition 1929-1930
| Club                                 | Ville               |
| ------------------------------------ | ------------------- |
| Arsenal Football Club                | Londres             |
| Aston Villa Football Club            | Birmingham          |
| Birmingham City Football Club        | Birmingham          |
| Blackburn Rovers Football Club       | Blackburn           |
| Bolton Wanderers Football Club       | Bolton              |
| Burnley Football Club                | Burnley             |
| Derby County Football Club           | Derby               |
| Everton Football Club                | Liverpool           |
| Grimsby Town Football Club           | Grimsby             |
| Huddersfield Town Football Club      | Huddersfield        |
| Leeds United Football Club           | Leeds               |
| Leicester City Football Club         | Leicester           |
| Liverpool Football Club              | Liverpool           |
| Manchester City Football Club        | Manchester          |
| Manchester United Football Club      | Manchester          |
| Middlesbrough Football Club          | Middlesbrough       |
| Newcastle United Football Club       | Newcastle upon Tyne |
| Portsmouth Football Club             | Portsmouth          |
| Sheffield United Football Club       | Sheffield           |
| Sheffield Wednesday Football Club    | Sheffield           |
| Sunderland Association Football Club | Sunderland          |
| West Ham United Football Club        | Londres             |

## Compétition

### Classement
| Rang | Équipe                | Pts | J  | G  | N  | P  | Bp  | Bc | Diff |
| ---- | --------------------- | --- | -- | -- | -- | -- | --- | -- | ---- |
| 1    | Sheffield Wednesday T | 60  | 42 | 26 | 8  | 8  | 105 | 57 | +48  |
| 2    | Derby County          | 50  | 42 | 21 | 8  | 13 | 90  | 82 | +8   |
| 3    | Manchester City       | 47  | 42 | 19 | 9  | 14 | 91  | 81 | +10  |
| 4    | Aston Villa           | 47  | 42 | 21 | 5  | 16 | 92  | 83 | +9   |
| 5    | Leeds United          | 46  | 42 | 20 | 6  | 16 | 79  | 63 | +16  |
| 6    | Blackburn Rovers      | 45  | 42 | 19 | 7  | 16 | 99  | 93 | +6   |
| 7    | West Ham United       | 43  | 42 | 19 | 5  | 18 | 86  | 79 | +7   |
| 8    | Leicester City        | 43  | 42 | 17 | 9  | 16 | 86  | 90 | -4   |
| 9    | Sunderland AFC        | 43  | 42 | 18 | 7  | 17 | 76  | 80 | -4   |
| 10   | Huddersfield Town     | 43  | 42 | 17 | 9  | 16 | 63  | 69 | -6   |
| 11   | Birmingham City       | 41  | 42 | 16 | 9  | 17 | 67  | 62 | +5   |
| 12   | Liverpool             | 41  | 42 | 16 | 9  | 17 | 63  | 79 | -16  |
| 13   | Portsmouth FC         | 40  | 42 | 15 | 10 | 17 | 66  | 62 | +4   |
| 14   | Arsenal FC C          | 39  | 42 | 14 | 11 | 17 | 78  | 66 | +12  |
| 15   | Bolton Wanderers      | 39  | 42 | 15 | 9  | 18 | 74  | 74 | 0    |
| 16   | Middlesbrough FC P    | 38  | 42 | 16 | 6  | 20 | 82  | 84 | -2   |
| 17   | Manchester United     | 38  | 42 | 15 | 9  | 18 | 67  | 88 | -21  |
| 18   | Grimsby Town P        | 37  | 42 | 15 | 7  | 20 | 73  | 89 | -16  |
| 19   | Newcastle United      | 37  | 42 | 15 | 7  | 20 | 71  | 92 | -21  |
| 20   | Sheffield United      | 36  | 42 | 15 | 6  | 21 | 91  | 96 | -5   |
| 21   | Burnley FC            | 36  | 42 | 14 | 8  | 20 | 79  | 97 | -18  |
| 22   | Everton FC            | 35  | 42 | 12 | 11 | 19 | 80  | 92 | -12  |

- 1er : Champion d'Angleterre

- 21e à 22e : relégation en Second Division

Abréviations
- T : Tenant du titre
- C : Vainqueur de la FA Cup 1929-1930
- P : Promu de Second Division 1928-1929

## Bilan de la saison
| Championnat d'Angleterre de football 1929-1930 |                                |
| Champion                                       | Sheffield Wednesday (4e titre) |
| Coupes et trophées                             |                                |
| Vainqueur de la Coupe d'Angleterre 1929-1930   | Arsenal FC                     |
| Vainqueur du Charity Shield 1929               | Professionnal XI               |
| Qualifications continentales                   |                                |
| Promotions et relégations                      |                                |
| Promus en First Division                       | Chelsea FC                     |
| Promus en First Division                       | Blackpool FC                   |
| Relégués en Second Division                    | Burnley FC                     |
| Relégués en Second Division                    | Everton FC                     |

## Statistiques

### Meilleur buteur
- Vic Watson, West Ham United, 41 buts